# 마이코리안딕
마이코리안딕(영어: My korean dictionary; Mykoreandic)은 대한민국과 한국어에 관한 영상을 올리는 한국인 유튜버 겸 틱톡커이다.

## 생애
1993년 10월 28일에 태어났다. 디지털데일리 인터뷰에 따르면 학교 수업을 열심히 들었고, 대학생 때도 토익 공부를 열심히 해 수능영어랑 토익 모두 만점을 받았았다. 이후로는 영국에 거주하며 영어 실력을 높였다.

## 컨텐츠
대부분의 영상들은 대형마트나 휴게소, 지하철 등 대한민국의 일상적인 문화를 다루며, 상황극을 할 때도 있다. 컨텐츠를 고민하는 데 일주일에 최소 10시간 정도 사용한다고 밝혔다. 고려하는 점은 재미로, 재미없으면 만들지 않는다고 한다.

## 활동
재미로 틱톡을 시작하여 대한민국의 일상 문화를 설명하는 등의 영상을 올리기 시작하였으며, 유튜브에도 진출하였다. 유튜브에서는 주로 쇼츠 영상을 만들고 있다.
2022년 2월, 책을 출판하였다.

## 같이 보기
- 대한민국의 문화
- 한국인
- 유튜버
- 유튜브 쇼츠
- 틱톡커